# Pascual Ortiz Rubio
Pascual José Rodrigo Gabriel Ortiz Rubio (Morelia, Michoacán; 10 de marzo de 1877-Ciudad de México, 4 de noviembre de 1963) fue un militar, ingeniero topógrafo, diplomático y político mexicano que se desempeñó como presidente de México del 5 de febrero de 1930 al 2 de septiembre de 1932, siendo el último presidente en renunciar en el cargo.
Participó en la Revolución mexicana apoyando primero el Maderismo, luego el Constitucionalismo y posteriormente Obregonismo. Se desempeñó como secretario de Comunicaciones y Obras Públicas de 1920 a 1921 durante las presidencias de Adolfo de la Huerta y Álvaro Obregón.

## Orígenes y vida familiar
Pascual Ortiz Rubio nació en Morelia, Michoacán, el 10 de marzo de 1877. Fue el segundo hijo del matrimonio de Leonor Rubio Cornelis y el licenciado Pascual Ortiz de Ayala y Huerta, este, su padre, se distinguió entre los liberales moderados ocupando puestos en la administración federal y estatal como magistrado de la Suprema Corte de Justicia de la Nación, regente del Colegio de San Nicolás, secretario de gobierno, diputado local y senador.
Contrajo matrimonio en dos ocasiones, primeramente con Francisca Aceves, originaria de la Piedad, Michoacán, y en segundas nupcias con Josefina Ortiz el 13 de agosto de 1920. De esta unión nacieron tres hijos: Ofelia (dedicada al hogar, 18 de mayo de 1921 - 25 de abril de 2010), Pascual (ingeniero civil, 13 de julio de 1923 - 28 de julio de 2013) y Eugenio Ortiz Rubio (arquitecto, 13 de noviembre de 1924 - 18 de abril de 2002).

### Estudios
Efectuó sus estudios de ingeniería en la Universidad de San Nicolás (Hoy Universidad Michoacana de San Nicolás de Hidalgo (UMSNH), de donde fue expulsado en 1895 a causa de sus actividades antirreeleccionistas.
Completó la carrera de ingeniero topógrafo en la Escuela Nacional de Minería (actual UNAM).

## Participación en la Revolución Mexicana
Vuelve a Michoacán y en 1910 se une al movimiento maderista con Joaquín Mass. Como diputado de la XXVI Legislatura sufre encarcelamiento al triunfo del cuartelazo del general Victoriano Huerta. Se adhiere al Ejército Constitucionalista y alcanza el grado de coronel. Viaja a Estados Unidos para hacerse cargo de la impresión de papel moneda, para el gobierno. En 1917 es nombrado gobernador de su estado natal Michoacán, cargo que ocupa hasta 1920, cuando se afilia con Rafael M. Pedrajo al Plan de Agua Prieta encabezado por Álvaro Obregón.
Durante su gestión en la gobernatura de Michoacán, elevó a categoría de universidad su alma mater. Fue secretario de Comunicaciones y Obras Públicas en los gobiernos de Adolfo de la Huerta y Álvaro Obregón.

## Trabajo diplomático
Cierto día se hartó y decidió alejarse. Renunció por fricciones con el gabinete. De esta manera, comenzó a viajar. Primero radicó en Barcelona, España, donde él y su esposa establecieron un negocio de libros y una tabaquería. Posteriormente, Ortiz Rubio se trasladó a Egipto, lugar en el que permaneció por seis meses mientras estudiaba los sistemas de riego que los ingleses habían llevado a ese país.

### Embajador en Alemania y Brasil
Estando en Alemania, el presidente Obregón le confiere, en 1924, la embajada de México en Berlín. Allá se quedó en el país y con las amistades entabladas entre los altos mandos del ejército alemán. Para su sorpresa y disgusto, durante la presidencia de Plutarco Elías Calles en 1926, llegó un telegrama que lo mandaba lejos del invierno, hasta Brasil. Desde allí, en 1927 escribió una columna en la que apoyaba la reelección de Obregón en las elecciones presidenciales de 1928, argumentando que: 

Obregón [...] cuenta con la mayoría de los mexicanos. Si esa mayoría quiere elegirlo, tiene dos caminos: el de la ley y el de la violencia. Abramos las puertas del camino de la ley, y cumpliremos con nuestro deber republicano, acatando un mandato de la mayoría.

.
Ortiz Rubio permanecería en Brasil hasta que en 1929, el presidente Emilio Portes Gil y Plutarco Elías Calles le solicitaron su regreso a tierras mexicanas para después contender por la silla presidencial.

«...No conocía bien el carácter de Calles ni por qué se le ofrecía de modo tan desusado la ardientemente anhelada silla presidencial, y dio el brinco...»
Como escribe Fernando Benítez

. Según confesión propia, Calles le propuso:

...el ejercicio de un Gobierno en el que yo comparta el poder con el PNR (Partido Nacional Revolucionario) que lanzará mi candidatura y a cuyos postulados me acogeré en todas sus partes...

Para algunos autores su nombramiento se debe a su neutralidad, es decir, la falta de apoyo por parte de partido o de grupo político alguno. Esta circunstancia lo hacía más manejable para su mentor, el jefe del Partido Nacional Revolucionario, organizado por el propio Plutarco Elías Calles para agrupar a todos los miembros de la familia revolucionaria y dirigir la acción política mexicana.
Así, resultó elegido candidato oficial en la convención de Querétaro de marzo de 1929, frente a la candidatura de Aarón Sáenz.

## Elecciones presidenciales de 1929

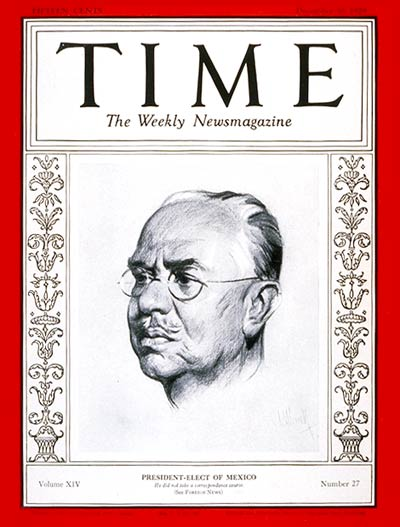
Pascual Ortiz Rubio en la portada de la revista Time del 30 de diciembre de 1929 después de haber sido electo presidente. Fue el segundo presidente mexicano en aparecer en la portada de la prestigiosa revista.

Su triunfo electoral fue considerado como el mayor fraude político de la historia mexicana. El 17 de noviembre de 1929 se llevaron a cabo las elecciones presidenciales extraordinarias, organizadas por el presidente interino Emilio Portes Gil, luego del asesinato del presidente electo Álvaro Obregón.
Durante las elecciones extraordinarias, Ortiz Rubio se enfrentó, por una parte, al candidato obregonista Aarón Sáenz y, sobre todo, se enfrentó a la candidatura ciudadana del exrector de la UNAM, José Vasconcelos, candidato del Partido Nacional Antirreeleccionista. Su elección estuvo plagada de irregularidades, fue muy disputada y existen dudas sobre la veracidad de los resultados oficiales que permitieron a Ortiz Rubio convertirse en presidente.

## Presidencia de la República
Tras su discutido triunfo, se convirtió en presidente de México tomando posesión el 5 de febrero de 1930. Como ya era tradición, Ortiz Rubio tomó posesión en el Estadio Nacional sobre la calzada de La Piedad. Terminada la ceremonia el nuevo mandatario se dirigió al Palacio Nacional para instalar a su cuerpo diplomático y recibir felicitaciones.
Aunque su régimen fue breve, tuvo gran importancia ya que reconoció a la Segunda República española, expidió leyes en favor de la ciudadanía, ratificó la libertad de cultos, delimitó los territorios peninsulares y amplió la red telefónica.

### Atentado
Al salir por la puerta de honor para dirigirse al automóvil convertible que lo esperaba, se percató de que el coche de su esposa estaba estacionado y que dentro iba la señora, acompañada por su hermana y una sobrina.

”Vente conmigo” invitó don Pascual a doña Josefina. “Mejor vente tú conmigo, yo en coche descubierto no voy”. Él aceptó y se subió al lujoso Lincoln. Y ese cambio de planes le salvó la vida.
Sara Sefchovich. 

Porque al avanzar el automóvil, un individuo llamado Daniel Flores González disparó seis veces hiriendo al presidente en la mandibula. Dos meses duró la convalecencia del presidente Pascual en el hospital de la Cruz Roja. Daniel Flores fue detenido y sentenciado a 19 años de prisión en marzo de 1931 y el 23 de abril del año siguiente, la prensa informó que había sido encontrado muerto en su celda de la penitenciaría.
Como consecuencia del atentado padeció un trauma psíquico, que le produjo una neurosis incurable después de tres semanas de hospitalización, durante las cuales estuvo obligadamente al margen de la escena política. Ésta siguió protagonizada por Plutarco Elías Calles pese a sus elocuentes declaraciones de abstención política.

### Renuncia
La dinámica propia del Maximato, en el que el expresidente Calles, el autoproclamado "Jefe Máximo de la Revolución Mexicana", mantenía cuotas importantes de poder, hizo insostenible la presidencia de Ortiz Rubio, por lo que, al cabo de dos años, presentó su renuncia al cargo en 1932. Antes de irse y haciendo eco a la atmósfera de golpe de Estado que se respiraba afirmó:

”Salgo con las manos limpias de sangre y dinero, y prefiero irme, y no quedarme aquí sostenido por las bayonetas del ejército mexicano”.
Pascual Ortiz Rubio 

## Últimos años y muerte
Entregó la presidencia provisionalmente a Abelardo L. Rodríguez para después viajar hacia los Estados Unidos. En 1935 regresó a México porque el presidente en turno, Lázaro Cárdenas, quien además era amigo suyo; lo nombró gerente de la compañía Petromex. Una vez aquí, se ocupó de atender algunos encargos presidenciales y sus negocios personales y se dedicó a viajar por el país. Murió en la Ciudad de México, a la edad de 86 años, el 4 de noviembre de 1963.